# Mutter Johanna von den Engeln (Film)
Mutter Johanna von den Engeln ist ein 1960 entstandener polnischer Spielfilm in Gestalt eines Glaubens- und Religionsdramas von Jerzy Kawalerowicz. Dem Film liegt die während der deutschen Besatzung verfasste und 1946 veröffentlichte, gleichnamige Erzählung von Jarosław Iwaszkiewicz zugrunde.

## Handlung
In einem polnischen Kloster des 17. Jahrhunderts, nahe bei Smolensk. Der Jesuitenpater Józef Suryn wird von seinen Vorgesetzten in ein Frauenkloster entsandt, weil deren Nonnen angeblich mit Satan im Bunde sind. Er soll die dortigen Zustände beleuchten und exorzistische Gegenmaßnahmen einleiten. Das letzte Ereignis, das die Dinge auf die Spitze trieb, war, dass ein ortsansässiger Geistlicher, Pater Garniec, auf einem Scheiterhaufen verbrannt wurde – angeblich, weil er gegenüber den Ordensschwestern sexuelles Begehren offenbart haben soll. Die Kirchenführung nimmt an, dass die Nonnen und vor allem die Mutter Oberin Joanna von den Engeln, vom Teufel besessen sind. Die Konventchefin sei, so sagt man, ein besonders schwerer Fall. Schon vier Priester vor Pater Józef seien daran gescheitert, ihr den Teufel auszutreiben.
Lediglich Schwester Margarete vom Kreuz sei noch nicht besessen, dafür aber legt diese ein ziemlich weltliches Verhalten an den Tag, wie die Leute aus dem Wirtshaus zu berichten wissen. Eines Nachts sei sie hier eingekehrt und habe es ganz offensichtlich mit dem reichen Großgrundbesitzer Chrząszczewski getrieben. Bald wird auch Józef einer weltlichen Versuchung ausgesetzt, denn er kann es nicht verhindern, sich ausgerechnet in Mutter Johanna von den Engeln zu verlieben. Mit einer Reihe von Priesterkollegen will er Johanna „heilen“, die, so glauben die Gottesmänner, von acht Dämonen besessen sein soll. Dann aber fällt er ihren sinnlichen Versuchungen anheim. Seine Gewissensqualen, eine „Sünde“ begangen zu haben, die der irdischen Liebe, und sein Verlangen nach Johanna beginnen in einen heftigen Wettstreit zu treten, der Józef fast zu zerreißen droht.
In der Zwischenzeit hat Schwester Margarete vom Kreuz den Konvent verlassen, um mit ihrem Geliebten Chrząszczewski ein neues, gemeinsames und vor allem weltliches Leben zu beginnen. Józefs Liebe und Verlangen nach Johana ist derweil so stark geworden, dass er noch ein letztes Mal ins Kloster zurückkehrt, um nach einer mörderischen Wahnsinnstat – er tötet die zwei Stallburschen Kaziuk und Juraj – die in Johanna verbliebenen Dämonen auf sich zu ziehen. So macht er einen Schlussstrich unter sein irdisches, fleischliches Begehren, nimmt zeitgleich die Sünde auf sich und ermöglicht schließlich Johannas innere Reinigung. Schwester Margarete, die von ihrem Liebhaber schon wieder verlassen wurde, sieht die Bluttat. Sie wird von Józef zu Mutter Johanna geschickt, um ihr mitzuteilen, dass er dieses Opfer im Namen seiner Liebe zu ihr gebracht habe und die nun frei aller Sünde (und damit von ihren Dämonen) sei.

## Produktionsnotizen
Mutter Johanna von den Engeln entstand 1960 und wurde am 6. Februar 1961 in Polen uraufgeführt. Im Rahmen der Filmfestspiele in Cannes wurde der Film dort am 4. Mai 1961 gezeigt. In der Bundesrepublik Deutschland lief er am 10. April 1961 an, sieben Tage nach dem Kinostart in der DDR.

## Kritiken
Das Lexikon des internationalen Films befand: „Der Film behandelt am Beispiel des historischen Stoffes aus dem 17. Jahrhundert aktuelle Probleme und grundsätzliche Fragestellungen seines Landes: die selbstzerstörerischen Züge einer starren Orthodoxie, die Verinnerlichung von Macht- und Herrschaftsverhältnissen, die Deformation der Moral und der Vernunft unter dem Druck institutioneller Kontrolle. Obwohl dialektisch in der Argumentation, scharfsinnig in der psychologischen Analyse und anspruchsvoll in der künstlerischen Gestaltung, wurde der heftig umstrittene Film im westlichen Ausland weithin als antikatholische Polemik interpretiert.“
In Reclams Filmführer heißt es über Mutter Johanna von den Engeln: „Der Film erzählt seine Geschichte auf drei Ebenen, wobei er sich aber niemals über die Zeit, in der er spielt, und über den Bewußtseinsstand ihrer Menschen erhebt“.
In Kay Wenigers Großem Personenlexikon des Films ist in Jerzy Kawalerowiczs Biografie Folgendes zu lesen: „Vor allem die kurz hintereinander entstandenen Filme ‚Nachtzug‘ und ‚Mutter Johanna von den Engeln‘ festigten Kawalerowiczs Ruf, einer der interessantesten, innovativsten und formal individuellsten polnischen Regisseure zu sein.“

## Filmbuch
- Jerzy Kawalerowicz: Mutter Johanna von den Engeln. Nachtzug. 2 Filmtexte. Übersetzung Peter Lachmann. Nachwort, Anmerkungen Theodor Kotulla. München : DTV, 1963